# Kopa-Trophäe
Die Kopa-Trophäe (französisch Trophée Kopa, englisch Kopa Trophy) ist eine Auszeichnung der französischen Fußball-Fachzeitschrift France Football, mit der seit 2018 der weltbeste U21-Spieler des Jahres geehrt wird. Sie wird gemeinsam mit dem Ballon d’Or, Ballon d’Or féminin, der Jaschin-Trophäe und Gerd-Müller-Trophäe vergeben und ist nach Raymond Kopa benannt, der 1958 als erster Franzose den Ballon d’Or gewann. Stimmberechtigt sind ausschließlich frühere Ballon-d’Or-Gewinner. Bei den ersten drei Vergaben richtete sich der Bewertungszeitraum nach dem abgelaufenen Kalenderjahr, seit 2022 ist die vorherige europäische Saison maßgeblich. Eine ähnliche Auszeichnung ist der seit 2003 von der italienischen Sportzeitung Tuttosport vergebene Golden Boy, der jedoch nur Spielern offen steht, die in Europa spielen.

## Wahl
Die Redaktion von France Football erstellt eine Liste mit 10 Spielern, die im Bewertungszeitraum unter 21 Jahre alt sein müssen (U21). Wahlberechtigt sind ausschließlich frühere Gewinner des Ballon d’Or. Diese geben drei Spielern eine Punktzahl von 5, 3, oder 1. Der Gewinner ist der Spieler mit den meisten Punkten; bei einem Gleichstand gewinnt derjenige, der häufiger auf den 1. Platz gesetzt wurde.
Nach Kritik an der Vergabe des Ballon d’Or 2021 wurde u. a. der Bewertungszeitraum der Auszeichnungen vom Kalenderjahr auf die abgelaufene europäische Fußballsaison geändert.

## Gewinner

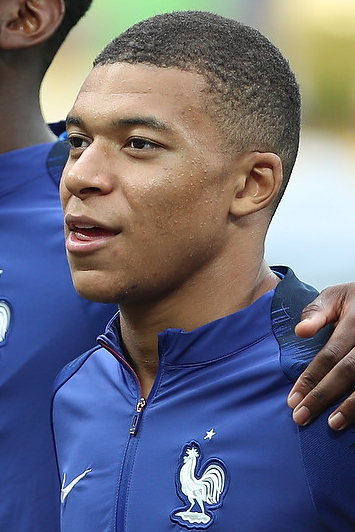
Kylian Mbappé war der erste Gewinner der Kopa-Trophäe

- Alter: Alter des Gewinners am Tag der Verleihung. Ebenso beim Zweit- und Drittplatzierten in der Klammer angegeben.
- Verein: Verein, für den der ausgezeichnete Spieler im Bewertungszeitraum (bis 2021: Kalenderjahr, seit 2022: vorherige europäische Saison) aktiv war. Wenn ein Spieler während des Bewertungszeitraums den Verein gewechselt hat, wird der abgebende Verein an erster Position genannt.
- Zweiter und Dritter: Spieler, die auf den nächsten beiden Rängen folgten. In der Klammer ist das Alter am Tag der Verleihung angegeben.
- Grün markierte Spieler wurden im selben Jahr von Tuttosport mit dem Golden Boy ausgezeichnet.

| Jahr | Name             | Land           | Alter          | Verein(e)                     | Zweiter                | Dritter              |
| ---- | ---------------- | -------------- | -------------- | ----------------------------- | ---------------------- | -------------------- |
| 2018 | Kylian Mbappé    | Frankreich     | 19             | Paris Saint-Germain           | Christian Pulisic (20) | Justin Kluivert (19) |
| 2019 | Matthijs de Ligt | Niederlande    | 20             | Ajax Amsterdam Juventus Turin | Jadon Sancho (19)      | João Félix (20)      |
| 2020 | nicht vergeben   | nicht vergeben | nicht vergeben | nicht vergeben                | nicht vergeben         | nicht vergeben       |
| 2021 | Pedri            | Spanien        | 19             | FC Barcelona                  | Jude Bellingham (18)   | Jamal Musiala (18)   |
| 2022 | Gavi             | Spanien (2)    | 18             | FC Barcelona (2)              | Eduardo Camavinga (19) | Jamal Musiala (19)   |
| 2023 | Jude Bellingham  | England        | 20             | Borussia Dortmund             | Jamal Musiala (20)     | Pedri (20)           |
| 2024 | Lamine Yamal     | Spanien (3)    | 17             | FC Barcelona (3)              | Arda Güler (19)        | Kobbie Mainoo (19)   |

## Ranglisten

### Vereine
| Anzahl | Verein       | Jahre            |
| ------ | ------------ | ---------------- |
| 3      | FC Barcelona | 2021, 2022, 2024 |

### Ligen
| Anzahl | Liga             | Jahr             |
| ------ | ---------------- | ---------------- |
| 3      | Primera División | 2021, 2022, 2024 |

### Nationalität
| Anzahl | Land    | Jahr             |
| ------ | ------- | ---------------- |
| 3      | Spanien | 2021, 2022, 2024 |